# China Cargo Airlines
China Cargo Airlines (chinesisch 中国货运航空公司) ist eine chinesische Frachtfluggesellschaft mit Sitz in Shanghai und Basis auf dem Flughafen Shanghai-Hongqiao.

## Geschichte
China Cargo Airlines wurde als Joint Venture von der China Eastern Airlines (70 %) und der China Ocean Shipping (30 %) am 30. Juli 1998 gegründet. Sie war zu diesem Zeitpunkt die erste reine Frachtfluggesellschaft Chinas. Seit 2004 ist sie eine eigenständige Tochtergesellschaft der China Eastern Airlines. Durch Zukäufe von Great Wall Airlines und Shanghai Airlines und eine Umstrukturierung bündelt die Muttergesellschaft China Eastern Airlines sämtliche Frachtaktivitäten seit dem 1. Januar 2011 in der China Cargo Airlines.

## Flotte

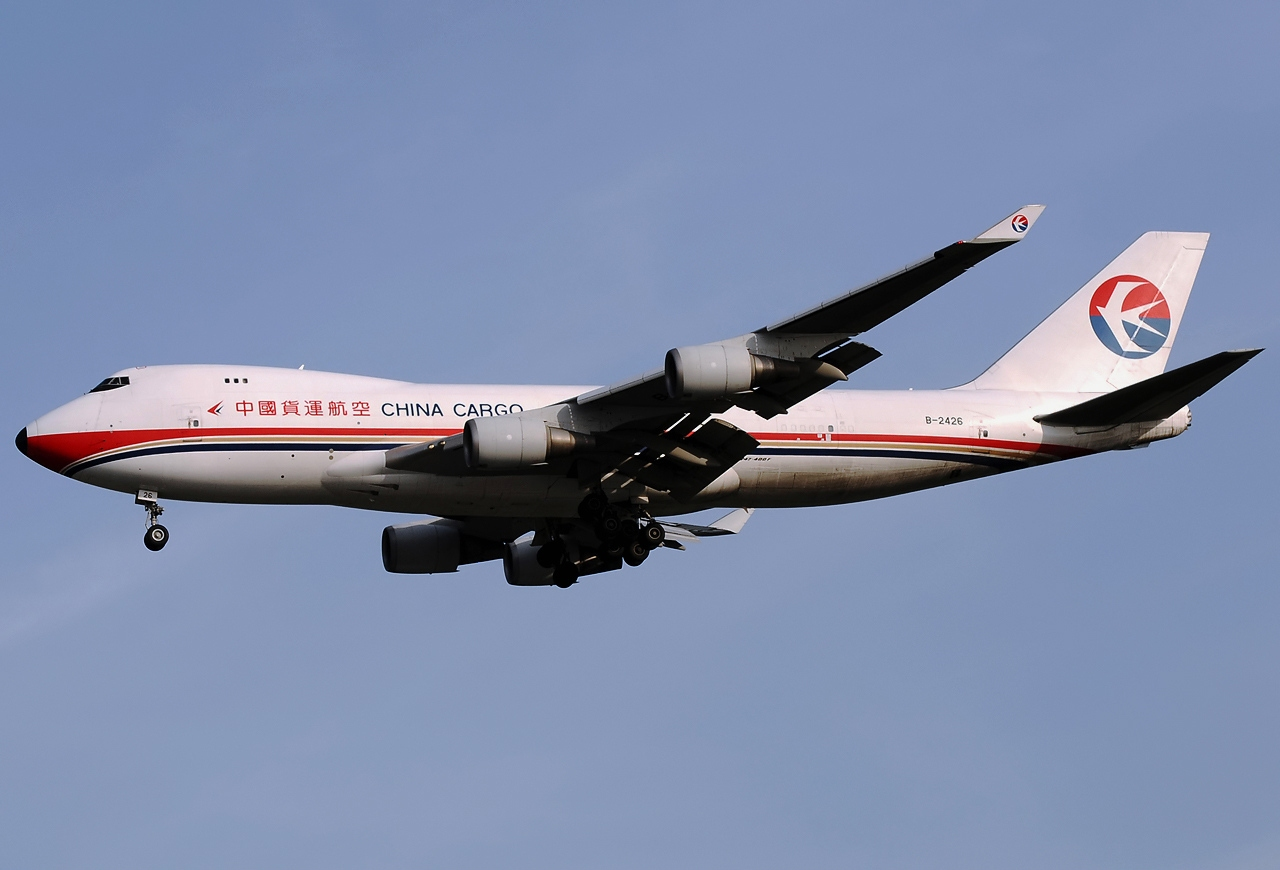
Boeing 747-400F der China Cargo Airlines

### Aktuelle Flotte
Mit Stand Dezember 2023 besteht die Flotte der China Cargo Airlines aus 14 Flugzeugen mit einem Durchschnittsalter von 3,3 Jahren:
| Flugzeugtyp | Anzahl | bestellt | Anmerkungen | Durchschnittsalter |
| ----------- | ------ | -------- | ----------- | ------------------ |
| Boeing 777F | 14     |          |             | 3,3 Jahre          |
| Gesamt      | 14     | –        |             | 3,3 Jahre          |

### Ehemalige Flugzeugtypen
- Boeing 747-400F
- Boeing 757-200PCF
- McDonnell-Douglas MD-11F